# Disperse
Disperse – polski zespół wykonujący muzykę z pogranicza rocka i metalu progresywnego. Powstał w 2007 roku w Przeworsku z inicjatywy basisty Marcina Kicyka, gitarzysty Jakuba Żyteckiego oraz keyboardzisty i wokalisty Rafała Biernackiego. W marcu 2008 roku skład uzupełnił perkusista Szymon Balicki. Po odejściu w 2015 Macieja Dzika i Wojciecha Famielca, do zespołu dołączyli Bartosz Wilk i Michael Malyan.

## Dyskografia
- Journey Through The Hidden Gardens (2010, ProgTeam)[4][5]
- Living Mirrors Digipak (2013, Mystic Production/Season of Mist)[6]
- Foreword (2017, Season of Mist)[7]

## Teledyski
- "Enigma of Abode" (2013, reżyseria/realizacja: Marcin Halerz, Red Pig Productions)[8]
- "Message From Atlantis" (2014, reżyseria/realizacja: Człowiek Kamera)[9]
- "Tether" (2017, reżyseria/realizacja: HDSCVM)[10]